# 수산나 드리아노
수산나 드리아노(이탈리아어: Susanna Driano, 1957년 5월 28일~)는 이탈리아의 피겨스케이팅 선수이다. 1976년과 1980년 동계 올림픽에 참가하였고 1978년 세계 선수권 대회에서 동메달을 획득했다.

## 생애
미국 워싱턴주 시애틀에서 태어났다. 아버지는 이탈리아인이며, 어머니는 캐나다계 혈통이다.
미국 태생이지만 아버지의 조국인 이탈리아 국가대표 선수로 활약했다. 1974년에 이탈리아 국가대표로 처음 발탁되었으며, 첫 국제 대회인 카를 셰퍼 메모리얼 대회에서 스위스의 실비아 퐁텐과 캐나다의 수전 맥도널드를 누르고 금메달을 획득했다. 이듬해인 1975년 1월에 덴마크 코펜하겐에서 열린 1975년 유럽 선수권 대회에 참가하여 6위에 올랐고 3월에 미국 콜로라도스프링스에서 열린 1975년 세계 선수권 대회에서 9위를 기록했다. 
같은 해 10월에는 캐나다 에드먼턴에서 열린 1975년 스케이트 캐나다에서 미국의 캐스 맘버그와 일본의 와타나베 에미를 누르고 처음으로 국제 대회 금메달을 획득했다. 11월에는 체코슬로바키아 프라하에서 열린 1975년 프라하 스케이트에서 미국의 프리실라 힐의 뒤를 이어 은메달을 획득했다. 이듬해인 1976년 1월 스위스 제네바에서 열린 1976년 유럽 선수권 대회에서 5위를 기록했고 2월에 오스트리아 인스브루크에서 열린 1976년 동계 올림픽에서 7위에 올랐다. 올림픽 이후 스웨덴 예테보리에서 열린 1976년 세계 선수권 대회에서는 10위를 기록했다. 같은 해 11월에 영국 런던에서 열린 리치먼드 트로피에서 미국의 바비 스미스의 뒤를 이어 2위에 올랐다.
1977년 1월 핀란드 헬싱키에서 열린 1977년 유럽 선수권 대회에서 동독의 아네트 푀치의 뒤를 이어 2위에 오르면서 처음으로 유럽 선수권 대회 메달을 획득했다. 같은 해 3월에는 일본 도쿄에서 열린 1977년 세계 선수권 대회에서는 7위를 기록했다. 이듬해인 1978년 1월에는 프랑스 스트라스부르에서 열린 1978년 유럽 선수권 대회에서 5위를 기록했으나 3월에 캐나다 오타와에서 열린 1978년 세계 선수권 대회에서 동독의 푀치와 미국의 린다 프랜티아니의 뒤를 이어 동메달을 획득하면서 이탈리아 최초의 세계 피겨 선수권 대회 메달리스트가 되었다.
같은 해 11월에는 리치먼드 트로피에서 미국의 캐리 러그와 영국의 카리나 리처드슨을 누르고 우승을 차지했다. 이듬해인 1979년 1월에 유고슬라비아 자그레브에서 열린 1979년 유럽 선수권 대회에서 9위를 기록했고, 같은 해 3월에 오스트리아 빈에서 열린 1979년 세계 선수권 대회에서도 9위에 올랐다. 이후 같은 해 9월에 미국 레이크플래시드에서 열린 1979년 스케이트 아메리카에서 미국의 리사마리 앨런의 뒤를 이어 2위, 10월에 도쿄에서 열린 1979년 NHK 트로피에서 4위에 올랐다.
1980년 1월 스웨덴 예테보리에서 열린 1980년 유럽 선수권 대회에서 동독의 푀치와 서독의 다그마르 루르츠의 뒤를 이어 동메달을 획득했으며, 2월에는 미국 레이크플래시드에서 열린 1980년 동계 올림픽에 참가하여 8위에 올랐다. 같은 해 3월 서독 도르트문트에서 열린 1980년 세계 선수권 대회 이탈리아 대표팀 명단에 이름을 올렸으나 기권했다. 이후 선수 생활을 중단했다가 1985년에 잠시 복귀하여 자국의 벨루노에서 열린 1985년 동계 유니버시아드에 참가했으며 일본의 오사와 주리, 미국의 데비 월스, 미국의 데버라 터커의 뒤를 이어 4위에 올랐다.

## 대회 성적
| 대회             | 1974-75 | 1975-76 | 1976-77 | 1977-78 | 1978-79 | 1979-80 |
| ---------------- | ------- | ------- | ------- | ------- | ------- | ------- |
| 올림픽           |         | 7위     |         |         |         | 8위     |
| 세계 선수권 대회 | 9위     | 10위    | 6위     | 3위     | 8위     | WD      |
| NHK 트로피       |         |         |         |         |         | 4위     |